# Торейска котловина
Торейската котловина (на руски: Торейская впадина) е котловина в Централна Азия, част от територията на Русия и Монголия.
Разположена е в Южен Сибир, на границата между руския Забайкалски край и монголския аймак Дорнод, и е част от Улдза-Торейската равнина. Има надморска височина около 600 метра и в нея са разположени безотточните Торейски езера. Заета е главно от степи, заблатени в най-ниските части.